# Culla (moto)

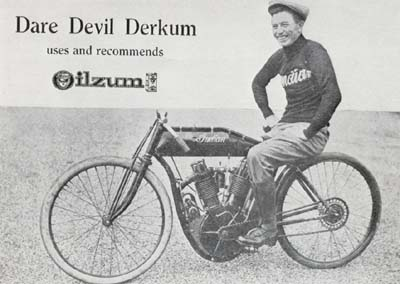
Una Indian del 1912 con telaio monoculla e motore dal blocco a forma circolare

La culla è la parte inferiore del telaio di una motocicletta che solitamente assieme alla trave del telaio, collega l'avantreno con il forcellone posteriore ed alla quale è fissato il propulsore.

## Storia
Viene così chiamata perché, nel primo decennio del XX secolo, questa porzione del telaio motociclistico, principalmente per i veicoli da competizione, veniva conformata a semicerchio, del diametro sufficiente ad ospitare il motore che, all'epoca, aveva normalmente il blocco a forma circolare.
L'evoluzione tecnica dei propulsori ha portato alla conseguente modifica dei telai che hanno ridotto lo spazio necessario per l'alloggiamento dei motori e diversificato il concetto di culla.
Già negli anni venti erano state realizzate tutte le tipologie di telai a culla di cui sono dotate le moderne motociclette.

## Principali conformazioni dei telai a culla

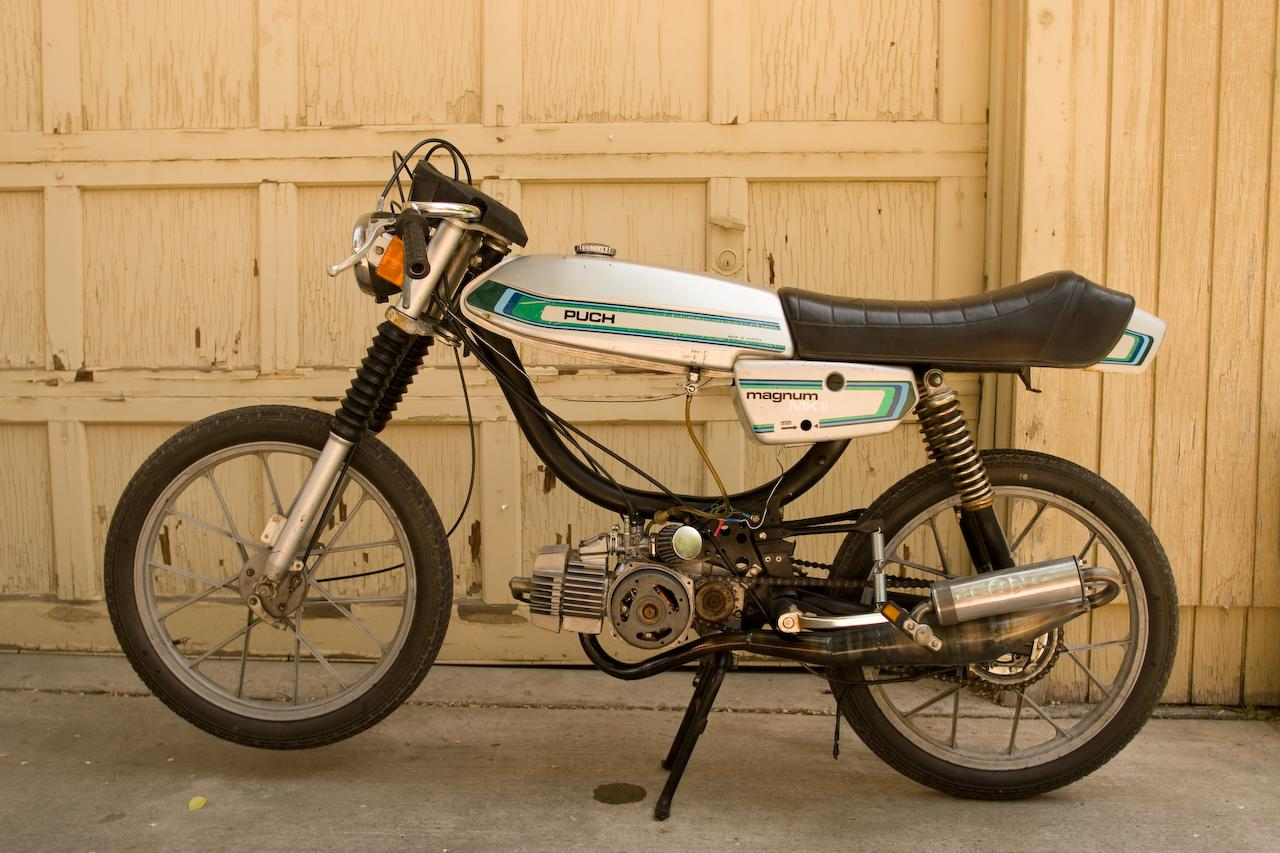
Una motocicletta con una monoculla chiusa superiore e incorporata al telaio munito di monotrave

La culla della moto può essere di diverso tipo e numero a seconda delle esigenze del costruttore:
- Per numero di culle
  - Monoculla, è formato da una sola trave inferiore alla quale è fissato il motore.
  - Doppia culla, è formato da due travi inferiori alle quali è fissato il motore.
  - Semi doppia culla o monoculla sdoppiato, quando è formato inizialmente dal cannotto di sterzo si ha una sola trave (esattamente come il monoculla) la quale si sdoppia in prossimità del motore e finisce come due travi (esattamente come il doppia culla)
- Per il tipo di culla
  - Chiusa, la trave o le travi inferiori passano sotto o sopra il motore e si congiungono al forcellone posteriore.
  - Aperta, la trave o le travi inferiori si fermano al blocco motore, risultando fissate allo stesso tramite bulloni, in modo da utilizzare il blocco come parte strutturale di congiunzione con il forcellone posteriore.
- Per la struttura
  - Incorporata la culla è saldata o ricavata direttamente dal telaio
  - Scomponibile la culla si fissa al telaio tramite delle viti
- Per la posizione	 
  - Superiore, quando i tubi della culla passano sopra al motore
  - Inferiore, quando i tubi della culla passano sotto al motore